# 中韩海底隧道
中韓海底隧道是一个在2000年代末期提倡，设想将韩国西海岸和中国山东连接起来的海底隧道工程计划。但由于愈发紧张的中韩关系，此项目长期处于搁置状态。

## 提出过程
2008年1月16日，韩国京畿道称，为了加强与中国的合作，道政府向韩国政权接管委员会提出了建设连接韩国西海岸和中国东部沿岸山东省的“中韩海底隧道”的方案。起初的构想有三套方案：仁川-威海（362公里）、平泽-威海（374公里）、群山-威海（380公里）。
2009年10月8日，京畿道政府开发研究院副院长赵应来在首尔的“中韩海底隧道国际研讨会”上提出了4条可行线路：仁川-威海（341公里）、华城-威海（373公里）、平泽、唐津-威海（386公里）、瓮津（朝鲜）-威海（221公里）。
2009年，韓國總統李明博在地区发展委员会会议上通过了至2020年的国土开发基本构想，其中包括将建设日韩、中韩两条海底隧道列为长期研究课题，展开“经济和技术层面的可行性研究”。